# نومانتیا
نومانتیا (به اسپانیایی: Numancia) یک سکونتگاه باستانی سلتیبری است که بقایای آن بر روی تپه ای به نام سرو دلا موئلا (Cerro de la Muela) در شهرداری فعلی گارای (سوریا)، اسپانیا واقع شده‌است.
نومانتیا بیشتر به علت ایفا کردن نقشی مهم در جنگ‌های سلتیبری معروف است. در سال ۱۵۳ قبل از میلاد بود که نومانتیا اولین درگیری جدی خود را با روم تجربه کرد. پس از بیست سال خصومت، در سال ۱۳۳ قبل از میلاد، مجلس سنای روم به اسکیپیو آمیلیانوس آفریکانوس وظیفه نابودی این شهر را داد.

## تاریخ
مقالات مرتبط:جنگ‌های نومانتیا، محاصره نومانتیا
در قدیمی‌ترین تاریخ ثبت شده نومانتیا یک قلعه واقع بر روی تپه در عصر آهن (در اصطلاح رومی oppidum) بود که عبور و مرور از رودخانه دورو (Duero) را در این ناحیه کنترل می‌کرد. پلینی بزرگ آن را شهری از پلندون‌ها می‌داند، اما نویسندگان دیگری مانند استرابون و بطلمیوس این شهر را مطعق به مردم آرواکی می دانند. آرواکی‌ها یک قبیله سلتیبری بودند که از اختلاط ایبری‌ها و سلت‌های مهاجر در قرن ششم قبل از میلاد نمود یافتند و در منطقه ای نزدیک نومانتیا و اوکساما سکنی گزیدند.
اولین زدو خورد با روم در سال ۱۵۳ قبل از میلاد زمانی رخ داد که کوئینتوس فولاویوس نوبیلیور سمت کنسولی سنا را بر عهده داشت. نومانتیا تعدادی فراری از شهر سِگِدا را که به قبیله دیگری از سلتیبری به نام بِلی(Belli) تعلق داشتند، نجات داد. رهبر بلی‌ها، کاروس اهل سگدا، موفق شد ارتش رومی را شکست دهد. سپس رومی‌ها نومانتیا را نیز محاصره کردند و تعداد کمی فیل جنگی نیز در این نبرد به کار گرفتند، اما موفق به فتح این شهر نشدند.
در سال ۱۳۷ قبل از میلاد، ۲۰۰۰۰ سرباز رومی تسلیم سلتیبریان نومانتیا (جمعیت بین ۴۰۰۰ تا ۸۰۰۰ نفر) شدند. افسر جوان رومی تیبریوس گراکوس، به عنوان کوئستور، ارتش روم را با امضای یک معاهده صلح با نومانتیایی‌ها از نابودی نجات داد، اقدامی که فقط از دست یک لگاتوس برمی‌آمد.
محاصره نهایی نومانتیا در سال ۱۳۴ قبل از میلاد آغاز شد. اسکیپیو آمیلیانوس به فرماندهی ارتشی متشکل از ۳۰۰۰۰ سرباز شهر را محاصره کرد و کمربندی به طول ۹ کیلومتر برپا کرد که توسط برج‌ها، خندق‌ها، میله‌های چوبی و سایر وسایل محاصره پشتیبانی می‌شد. نومانتیایی‌ها حاضر به تسلیم نشدند و قحطی به سرعت در شهر گسترش یافت. پس از هشت ماه بیشتر ساکنان تصمیم گرفتند به جای تسلیم و تن دادن به بردگی، دست به خودکشی بزنند. چند صد نفر از ساکنان تصمیم گرفتند شهر را قبل از تسلیم شدن پس از ۱۳ ماه محاصره بسوزانند.

#### تاریخ متاخر
پس از تخریب در سال ۱۳۳ قبل از میلاد سپس اشغال در قرن ۱ قبل از میلاد، توسعه شهر با گسترش خیابان‌های منظم اما بدون ساختمان‌های عمومی بزرگ ادامه یافت. زوال آن در قرن سوم آغاز شد، اما در قرن چهارم پس از میلاد همچنان پابرجا مانده بود.
امروزه آثاری هم از قرن ششم از یورش و اشغال توسط ویزیگوت‌ها باقی مانده‌است.